# Іменин (Дорогичинський район)
Іменин (раніше — Торокань, біл. Імянін, рос. Именин) — село в Білорусі, у Дорогичинському районі Берестейської області. Орган місцевого самоврядування — Іменинська сільська рада.

## Географія
Розташоване за 20 км на північний захід від Дорогичина.

## Історія
Вперше згадується в середині XV століття. У 1926 році мешканці села зверталися до польської влади з проханням відкрити українську школу.

## Населення
За переписом населення Білорусі 2009 року чисельність населення села становила 681 особа.